# Recea (Brașov)
Pour les articles homonymes, voir Recea.
Recea (en hongrois: Vajdarécse) est une commune roumaine du județ de Brașov, dans la région historique de Transylvanie. Elle est composée des sept villages suivants:
- Berivoi (Berivoj)
- Dejani (Deszán)
- Gura Văii
- Iași
- Recea, siège de la commune
- Săsciori
- Săvăstreni

## Localisation
Recea est située dans la partie sud-ouest du comté de Brașov, dans la région de țara Făgărașului (région historique de Transylvanie), à la 12 km du ville Făgăraș et à 70 km du Brașov, au pied de Monts Făgăraș.

## Monuments et lieux touristiques
- Église “Saint Nicolas” du village de Săsciori, construit au XVIIIe siècle (monument historique)[1]
- Monastère de Dejani
- Monastère de Berivoi[2] (Berivoii Mari)
- Monts Făgăraș
- Rivière Olt